# Vigne de Sodome
Pour les articles homonymes, voir Sodome (homonymie).
 (novembre 2023).
Si vous disposez d'ouvrages ou d'articles de référence ou si vous connaissez des sites web de qualité traitant du thème abordé ici, merci de compléter l'article en donnant les références utiles à sa vérifiabilité et en les liant à la section « Notes et références ».
Vigne de Sodome est une expression biblique désignant une plante aux fruits amers  issue de Sodome.
Cette plante n'est mentionnée qu'une fois dans l'Ancien Testament : Deutéronome 32:32.
Parmi les nombreuses conjectures faites quant à la nature de cet arbre, la plus probable est qu'il s'agisse de l'osher des Arabes, qui abonde dans la région de la mer Morte. D'autres[Qui ?] l'identifient à la coloquinte.[réf. souhaitée]
Ses fruits, les pommes de Sodome, sont beaux à voir, mais extrêmement amers au goût (voir aussi Ein Gedi).
Le peuple d'Israël tel qu'en parle Moïse dans ce passage, serait totalement corrompu, ne produisant que des fruits amers.